# L'inapprezzabile
L'inapprezzabile (Beyond Price) è un film muto del 1921 diretto da J. Searle Dawley. Prodotto e distribuito dalla Fox Film Corporation, aveva come interpreti Pearl White, Vernon Steele, Nora Reed, Arthur Gordini, Maude Turner Gordon.
Il soggetto e la sceneggiatura si devono a Paul Sloane, la fotografia a Joseph Ruttenberg.

## Trama

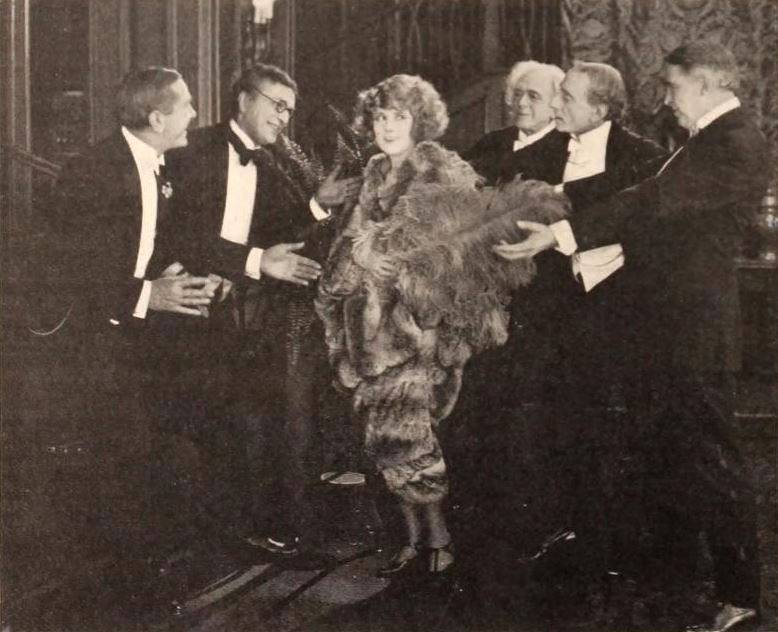
Pearl White in una scena del film

Sally, sposata con l'affascinante Philip Marrio, un ricercato designer di calzature, cerca di usare tutte le arti femminili per riconquistare l'attenzione del marito, che la trascura corteggiando altre donne. La donna ha tre desideri: essere la moglie di un milionario, essere famosa e avere un figlio. Quando viene inviata a consegnare due paia di scarpe - una a Valicia, una ballerina e l'altra alla signora Weathersby, moglie di un banchiere - lascia al marito un biglietto dicendo che lo lascia. La consegna delle scarpe la porta ad affrontare una serie di avventure: a casa dei Weathersby, si è spacciata per la moglie del milionario, poi l'ha salvato da un ricatto e, per errore, le è stata consegnata una pelliccia. Quando si trova nel luogo dove si esibisce la ballerina, viene scambiata per una delle ospiti ed è votata come la più bella tra le donne presenti. Per finire, sfugge per un pelo al pericolo di restare uccisa. Quando torna a casa, scopre che il marito non ha letto il suo biglietto d'addio. Felice, si riconcilia con lui quando il marito le rivela di avere l'intenzione di adottare un bambino.

## Produzione
Il film fu prodotto nel 1921 dalla Fox Film Corporation e venne girato a New York.

## Distribuzione
Il copyright del film, richiesto dalla Fox Film Corp., fu registrato l'8 maggio 1921 con il numero LP16581.

Distribuito negli Stati Uniti dalla Fox Film Corporation, il film uscì nelle sale l'8 maggio 1921.
In Italia, la Fox lo distribuì nel 1923 con il visto di censura numero 17984.
Non si conoscono copie ancora esistenti della pellicola che viene considerata presumibilmente perduta.